# Pediculus humanus humanus
El piojo del cuerpo (Pediculus humanus humanus, algunas veces llamado Pediculus humanus corporis) es un insecto que infesta a los humanos. La condición de infección por el piojo de la cabeza, piojo del cuerpo, o piojo púbico se conoce como pediculosis. 
El análisis de la secuencia del genoma del piojo del cuerpo fue publicada en 2010.

## Ciclo de vida y morfología
El Pediculus humanus humanus (el piojo del cuerpo) es indistinguible en apariencia de Pediculus humanus capitis (el piojo de la cabeza), pero son capaces de cruzarse únicamente bajo condiciones de laboratorio. En su estado natural, ocupan hábitats diferentes. En particular, el piojo del cuerpo ha evolucionado para adherir sus huevos a las ropas, mientras que el piojo de la cabeza adhiere sus huevos a la base de los cabellos.
El ciclo de vida del piojo del cuerpo comprende tres estadios: huevo (también llamado liendre), ninfa, y adulto.

1. Liendres son los huevos del piojo. Generalmente son fáciles de ver en las ropas de las personas infestadas, particularmente alrededor de la línea de la cintura, debajo de las axilas o incluso en el vello corporal. Son ovales y usualmente de un color que va del blanco al amarillo. Las liendres del piojo del cuerpo pueden tardar 1 a dos semanas en eclosionar.

1. Ninfa es una forma inmadura del piojo que comprende el período desde la eclosión del huevo hasta unos 9-12 días. Se parecen a un piojo adulto, pero son más pequeñas, necesitan ingerir sangre para vivir.
2. Adulto, piojo que ha alcanzado la madurez sexual, tiene aproximadamente el tamaño de una semilla de sésamo (2,5–3,5 mm), posee seis patas, y presenta una coloración entre castaña y gris blanquecina. Las hembras depositan huevos. Para vivir deben alimentarse de sangre. Si se separan de su anfitrión, los piojos mueren a la temperatura del ambiente.

## Orígenes
El piojo del cuerpo divergió del piojo de la cabeza hace aproximadamente 100.000 años, coincidiendo con el tiempo en que los seres humanos comenzaron a utilizar ropas. Fue descrito por primera vez por Carl Linnaeus en la décima edición de Systema Naturae. [cita requerida]